# Mount Wyvern
Mount Wyvern ist ein 1074 m hoher Berg auf der Alexander-I.-Insel westlich der Antarktischen Halbinsel. In den Finlandia Foothills ragt er südlich des Smaug-Gletschers auf.
Das UK Antarctic Place-Names Committee benannte ihn 2018. Namensgeber ist Wyvern, eine Darstellungsform heraldischer Drachen.